# Vanyarc
Vanyarc è un comune dell'Ungheria di 1.402 abitanti (dati 2001). È situato nella contea di Nógrád.